# 60 mètres haies féminin aux championnats du monde d'athlétisme en salle 2016
Pour un article plus général, voir Championnats du monde d'athlétisme en salle 2016.
Navigation
2014 2018
Le 60 mètres haies féminin des Championnats du monde en salle 2016 s'est déroulé le 18 mars 2016 à  Portland, aux États-Unis.

## Faits marquants
Les séries sont remportées par les trois Américaines engagées, Brianna Rollins la championne des États-Unis, Kendra Harrison qui réalise le meilleur temps (7 s 81) et la tenante du titre Nia Ali devant la Britannique Tiffany Porter.
La finale voit Nia Ali conserver son titre en 7 s 81, un centième devant Rollins, Porter prenant le bronze tout comme en 2014. Harrison rate sa course en heurtant la première haie.

## Meilleures performances mondiales en 2016
Les meilleures performances mondiales en 2016 (top 5) avant les Championnats du monde en salle sont :
|   | Athlète         | Pays       | Marque | Lieu     | Date            |
| - | --------------- | ---------- | ------ | -------- | --------------- |
| 1 | Brianna Rollins | États-Unis | 7 s 76 | Portland | 12 mars 2016    |
| 2 | Kendra Harrison | États-Unis | 7 s 77 | Portland | 12 mars 2016    |
| 3 | Queen Harrison  | États-Unis | 7 s 83 | Portland | 12 mars 2016    |
| 4 | Janay DeLoach   | États-Unis | 7 s 85 | New York | 20 février 2016 |
| 5 | Cindy Roleder   | Allemagne  | 7 s 88 | Chemnitz | 27 février 2016 |

## Médaillées
| Or      | Argent          | Bronze         |
| Nia Ali | Brianna Rollins | Tiffany Porter |

## Résultats

### Finale
| Rang               | Athlète          | Nationalité | Temps  | Notes |
| ------------------ | ---------------- | ----------- | ------ | ----- |
| Médaille d'or      | Nia Ali          | États-Unis  | 7 s 81 | SB    |
| Médaille d'argent  | Brianna Rollins  | États-Unis  | 7 s 82 |       |
| Médaille de bronze | Tiffany Porter   | Royaume-Uni | 7 s 90 |       |
| 4                  | Andrea Ivančević | Croatie     | 7 s 95 |       |
| 5                  | Angela Whyte     | Canada      | 7 s 99 | SB    |
| 6                  | Alina Talay      | Biélorussie | 8 s 00 |       |
| 7                  | Serita Solomon   | Royaume-Uni | 8 s 29 |       |
| 8                  | Kendra Harrison  | États-Unis  | 8 s 87 |       |

### Séries
Les deux premières athlètes de chaque série (Q) se qualifient pour la finale ainsi que les deux meilleurs temps suivants (q).
| Rang | Athlète           | Temps         | Notes |
| ---- | ----------------- | ------------- | ----- |
| 1    | Brianna Rollins   | 7 s 82 (Q)    |       |
| 2    | Alina Talay       | 7 s 96 (Q) SB |       |
| 3    | Serita Solomon    | 8 s 04 (q)    |       |
| 4    | Michelle Jenneke  | 8 s 10        | PB    |
| 5    | Pedrya Seymour    | 8 s 15        | PB    |
| 6    | Wu Shuijiao       | 8 s 18        | SB    |
| 7    | Samantha Scarlett | 8 s 37        |       |

| Rang | Athlète           | Temps      | Notes |
| ---- | ----------------- | ---------- | ----- |
| 1    | Nia Ali           | 7 s 91 (Q) |       |
| 2    | Tiffany Porter    | 8 s 00 (Q) |       |
| 3    | Hanna Plotitsyna  | 8 s 09     |       |
| 4    | Stephanie Bendrat | 8 s 25     |       |
| 5    | Greta Kerekes     | 8 s 37     |       |
| 6    | Danielle Williams | DNF        |       |

| \| Rang \| Athlète \| Temps \| Notes \| \| ---- \| ---------------- \| ---------- \| ----- \| \| 1 \| Kendra Harrison \| 7 s 81 (Q) \| \| \| 2 \| Andrea Ivančević \| 7 s 91 (Q) \| NIR \| \| 3 \| Angela Whyte \| 8 s 09 (q) \| \| \| 4 \| Fabiana Moraes \| 8 s 28 \| \| \| 5 \| Marina Tomic \| 8 s 33 \| \| \| 6 \| Luca Kozak \| 8 s 46 \| \| |                  |            |       |
| Rang | Athlète          | Temps      | Notes |
| 1 | Kendra Harrison  | 7 s 81 (Q) |       |
| 2 | Andrea Ivančević | 7 s 91 (Q) | NIR   |
| 3 | Angela Whyte     | 8 s 09 (q) |       |
| 4 | Fabiana Moraes   | 8 s 28     |       |
| 5 | Marina Tomic     | 8 s 33     |       |
| 6 | Luca Kozak       | 8 s 46     |       |

## Légende
Records et Performances
- AR : Record continental (area record)
- CR : Record des championnats (championship record)
- MR : Record du meeting (meet record)
- NR : Record national (national record)
- OR : Record olympique (olympic record)
- PR : Record paralympique (paralympic record)
- PB : Record personnel (personal best)
- SB : Meilleure performance personnelle de la saison (season's best)
- WL : Meilleure performance mondiale de l'année (world leader)
- WJR : Record du monde junior (world junior record)
- WR : Record du monde (world record)

Circonstances et Conditions
- DNF : N'a pas terminé (did not finish)
- DNS : N'a pas pris le départ (did not start)
- DQ : Disqualification (disqualification)
- NM : Aucun essai valable enregistré (No Mark)
- Q : Qualifié « directement » au prochain tour (ou à la prochaine compétition), lors d'une compétition majeure, grâce au classement ou à la réalisation des minima (automatic qualifier)
- q : Qualifié au prochain tour (ou à la prochaine compétition), lors d'une compétition majeure, grâce au repêchage ou à la réalisation de l'une des meilleures performances parmi celles des « non qualifiés directement » (grâce au meilleur temps ou à la meilleure distance par exemple) (secondary qualifier)